# Пенакова (район)
Пенакова (порт. Penacova) — район (фрегезия) в Португалии, входит в округ Коимбра. Является составной частью муниципалитета Пенакова. Находится в составе крупной городской агломерации Большая Коимбра. По старому административному делению входил в провинцию Бейра-Литорал. Входит в экономико-статистический субрегион Байшу-Мондегу, который входит в Центральный регион.
Население составляет 3584 человека на 2001 год.
Занимает площадь 31,75 км².